# Fort Smith (Territorios del Noroeste)
Fort Smith es un pueblo canadiense situado en el territorio de Territorios del Noroeste.

## Superficie
Fort Smith tiene una superficie de 91,21 km².

## Demografía
En 2021, tenía 2248 habitantes, una densidad poblacional de 24,6 hab./km², y 1009 viviendas.